# Priocnemis fenestrata
Priocnemis fenestrata (лат.) — вид дорожных ос рода Priocnemis (подрод Umbripennis, Pompilidae).

## Распространение
Встречается на Дальнем Востоке. Россия: Приморский  край (в том числе, Лазовский заповедник), Хабаровский  край, Амурская область, юг Якутии, Иркутская область, Республика Корея.

## Описание
Длина тела самцов 4,5—7,5 мм, самок — 6,5—10,0 мм. Основная окраска тела чёрная (кроме ржаво-красных первых двух сегментов брюшка). Лёт отмечен в июне, июле, августе и сентябре. Предположительно, как и другие виды своего рода охотятся на пауков. Вид был впервые описан в 1926 году советским гименоптерологом Всеволодом Владимировичем Гуссаковским (1904—1948; Зоологический музей МГУ, Москва) под первоначальным именем Salius fenestratus Gussakovskij, 1926.